# L’Impardonnable
Pour les articles homonymes, voir Impardonnable.
L’Impardonnable (Lo imperdonable) est une telenovela mexicaine diffusée entre le 20 avril 2015 et le 4 octobre 2015 sur Canal de las Estrellas. Elle est diffusée sur le réseau outre-mer La Première depuis le 19 avril 2018.

## Synopsis
Martín Santelmo arrive dans un village appelé Mina Escondida, "mine cachée", étant à la recherche de son frère Demetrio Silveira. Malheureusement, une fois sur place, il apprend que son frère s'est suicidé à cause d'une femme ambitieuse et prête à tout pour l'argent. Plein d'amertume, Martín décide de partir à la recherche de cette femme et de mettre en place sa vengeance.
Les jours passent, Martín parvient à trouver des pistes qui l'amènent jusqu'à Mexico, la capitale mexicaine, chez la famille Prado Castelo. Comme preuve, la femme pour laquelle Demetrio s'était suicidé, portait un collier en or sur lequel était gravée l'initiale " V ", collier que Martín a récupéré. Arrivé chez les Prado Castelo, Martín fait la connaissance des deux cousines.
Virginia est une femme innocente et fragile tandis que Verónica est une femme forte et courageuse. Sans connaître la coupable, Martín est trompé par une série de coïncidences et de rumeurs et finit par croire que la femme qu'il cherche est Verónica. De ce fait, Martín commence sa vengeance jusqu'à que Verónica tombe amoureuse, mais sans le vouloir. Celui qui en sortira perdant et follement amoureux sera lui-même.

## Distribution
- Ana Brenda Contreras : Verónica Prado-Castelo de San Telmo
- Iván Sanchez : Martín San Telmo
- Grettell Valdez : Virginia Prado-Castelo
- Sergio Sendel : Emiliano Prado-Castelo Duran
- Claudia Ramirez :  Magdalena "Malena" Castilla de Botel"
- Juan Ferrara : Jorge Prado-Castelo
- Guillermo Capetillo : Padre Juan
- Pablo Montero : Demetrio Silveira
- Salvador Sanchez : Crescencio Álvarez
- Guillermo García Cantu : Aáron Martínez
- Alicia Machado : Claudia Ordaz
- Gaby Mellado : Ana Perla Sánchez
- Sebastián Zurita : Pablo Hidalgo
- Gabriela Goldsmith : Montserrat Vivanco Vda. de De la Corcuera
- Delia Casanova : Matilde Arriaga
- Marcelo Buquet : Aquiles Botel
- Paty Diaz : Raymunda Álvarez de Arroyo
- Patsy : Salma Duran de Prado-Castelo
- Osvaldo de León : Daniel Fernández
- Ricardo Franco : Julio
- Raul Magaña : Alfredo Díaz
- Tania Lizardo : Blanca Arroyo Álvarez "Blanquita"
- Jackie Sauza : Mariana de la Corcuera Vivanco
- Mar Contreras : Nanciyaga
- Juan Ángel Esparza : Manuel Sánchez Álvarez
- Felipe Flores : Uspin
- Gonzalo Vivanco : Pierre Dussage
- Roberto Ballesteros : Joaquín Arroyo
- Elsa Cárdenas : Jovita
- Michel Ciurana Duval : Teo
- Rodrigo Mejía : Nicolas
- Sergio Acosta : Medel
- Nataly Umaña : Ireri
- Francisco Avendaño : Aldo
- Camil Hazouri : Polo Arroyo Alvarez

## Diffusion
- Canal de las Estrellas (2015)
- (Côte D'Ivoire) [ RTI 1 ] (2018)

## Autres versions
- Lo imperdonable (1963)
- Lo imperdonable (1975)

### Sources
- (es) Cet article est partiellement ou en totalité issu de l’article de Wikipédia en espagnol intitulé « Lo imperdonable (telenovela de 2015) » (voir la liste des auteurs).